# Camillo Boito

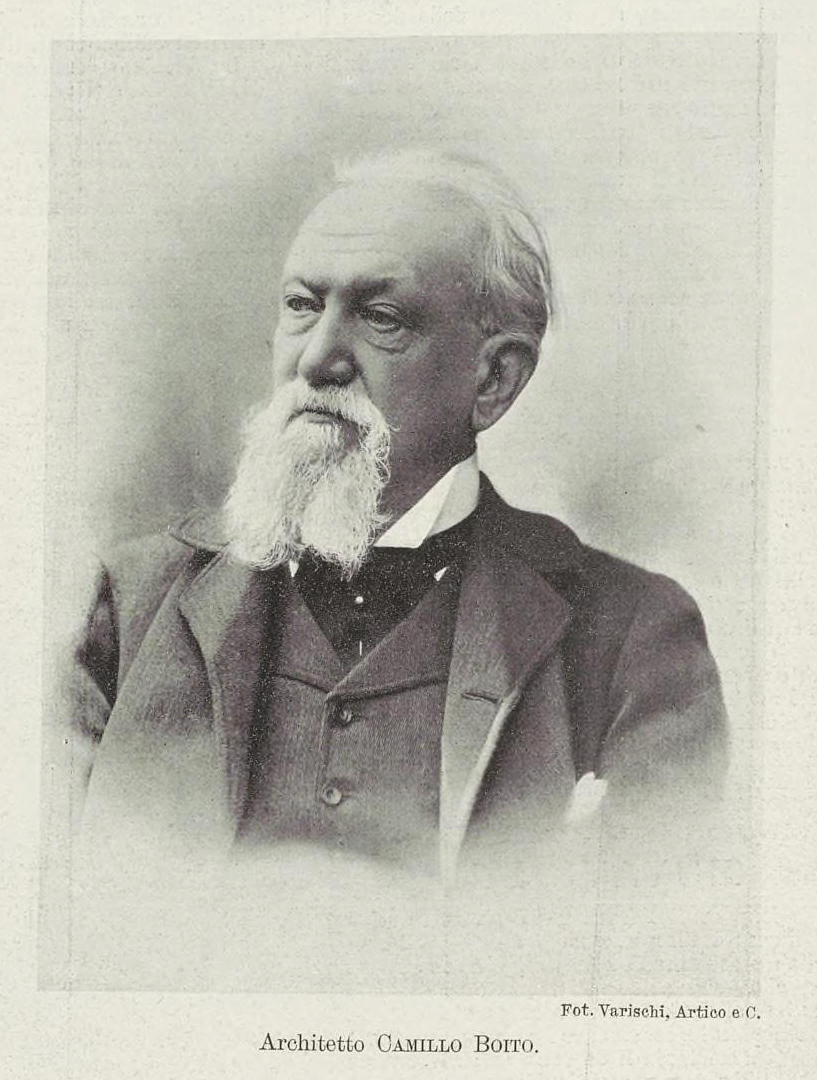
Camillo Boito

Camillo Boito (* 30. Oktober 1836 in Rom; † 28. Juni 1914 in Mailand) war ein italienischer Architekt und Schriftsteller.

## Leben
Camillo Boito wurde 1836 als Sohn eines italienischen Miniaturenmalers geboren. Er studierte in Padua und im Anschluss daran Architektur an der Akademie der Schönen Künste in Venedig. Zu dieser Zeit beeinflusste ihn der Architekt Selvatico Estense, der sich dem Studium der mittelalterlichen Kunst in Italien widmete. Boito unterrichtete an der Akademie der Schönen Künste Brera sowie am Polytechnikum Mailand. In dieser Zeit gab er mehrere Zeitschriften heraus, zum Beispiel Politecnico. 
Boito spielte eine wichtige Rolle in der Debatte um die Restaurierung von kulturellem Erbe. In seinen ausführlichen Arbeiten zur Restaurierung von historischen Gebäuden versuchte er, die gegensätzlichen Standpunkte insbesondere von Eugène Viollet-le-Duc und John Ruskin abzuwägen und miteinander in Einklang zu bringen. Diese Arbeit wurde 1883 bei der III Conferenz of Architects and Civil Engineers in Rom vorgestellt und später als Prima Carta del Restauro bekannt. 
Boitos Anliegen war ein originalgetreuer Erhalt in Bezug auf die Identifizierung des Originalmaterials eines Bauwerkes. Gleichzeitig sollte eine „wissenschaftliche“ Haltung gegenüber Restaurierungen gefördert werden. Boitos Grundsätze seines Essais Conservare o restaurare (Konservieren oder Restaurieren) beeinflussten die moderne Gesetzgebung zur Restaurierung und Schutz historischer Denkmäler in verschiedenen Ländern sowie die Ausarbeitung der Charta von Athen im Jahr 1931. 
Camillo Boito war zweimal verheiratet: 1862 heiratete er seine Cousine Celestina, von der er sich jedoch wenig später wieder trennte. 1887 heiratete er die Comtessa Madonnina Malaspina dei marchesi di Portogruaro. Camillo Boito starb 1914 in Mailand.
Arrigo Boito, der jüngere Bruder Boitos, war ein bekannter Dichter, Komponist und Autor der Libretti für die letzten beiden Opern Giuseppe Verdis, Otello und Falstaff.

## Architektonische Werke
Eine der bekanntesten Arbeiten Boitos ist die Restaurierung der Kirche St. Maria und Donato auf Murano nach den Theorien und Techniken des Architekten und Denkmalpflegers Eugène Viollet-le-Duc. Außerdem arbeitete er zwischen 1856 und 1858 an der Porta Ticinese in Mailand sowie 1899 an der Basilika des Heiligen Antonius in Padua. Der Friedhof von Gallarate wurde ebenfalls von ihm gestaltet. 
Das bekannteste Bauwerk Boitos ist die Casa di Riposo per Musicisti, die von 1895 bis 1899 gebaut wurde. Auftraggeber war Giuseppe Verdi. Das Haus dient als Altersheim für pensionierte Musiker und ist ein Denkmal für den Komponisten, der in der Krypta der dortigen Kapelle begraben ist.

## Literarisches Werk
Boito schrieb mehrere Sammlungen von Kurzgeschichten, darunter eine psychologische Horrorgeschichte mit dem Titel Notte di Natale. In der Erzählung, die eine Ähnlichkeit mit Edgar Allan Poes Berenice aufweist, geht es um inzestuöse Besessenheit und Nekrophilie. Eine Kurzfilmadaption wurde 2012 veröffentlicht. 
Um 1882 schrieb Boito sein wohl berühmtestes Werk Senso (dt. Sehnsucht). In der Novelle, die sich in Oberitalien während des Risorgimento abspielt, geht es um die leidenschaftliche Liebe der Contessa Livia zu einem österreichisch-ungarischen Offizier, der sie ausnutzt, demütigt und betrügt, und der, nachdem sie ihn wegen seiner Unterschlagungen aus Rache verraten hat, exekutiert wird. Der italienische Regisseur Luchino Visconti adaptierte Senso für das Kino, Tinto Brass im Jahr 2002. 2011 wurde Marco Tutinos auf der Novelle basierende Oper in Palermo uraufgeführt.

## Bibliografie der Werke Camillo Boitos (Auswahl)

### Erzählungen
Ausgaben
- Storielle vane. Treves, Mailand 1876.
- Senso. Nuove storielle vane. Treves, Mailand 1883, (Digitalisat).

Übersetzungen
- Sehnsucht. Das geheime Tagebuch der Contessa Livia. Novelle. Aus dem Italienischen von Bettina Kienlechner mit einem Nachwort von Ursula März. dtv, München 2017, ISBN 978-3-423-28120-1.

### Essays
- Conservare o restaurare. (dt. Konservieren statt Restaurieren). In: C. Boito: Questioni pratiche di Belle Arti. Restauri, concorsi, legislazione, professione, insegnamento. Hoepli, Mailand 1893, S. 1–85.
- I nostri vecchi monumenti. Conservare o restaurare? In: Nuova antologia di scienze, lettere ed arti. Jg. 21 = Bd. 87 = Serie 3, Bd. 3, 1886, ZDB-ID 211166-4, S. 480–506.